# KBM
El FSUE "KB  de la Orden de Lenin y la Orden de la Bandera Roja  Mashinostroyeniya o  por sus siglas KBM (del ruso: КБ Машиностроения КБМ ‘Departamento de Diseño de máquinas industriales Kolomna’) es una empresa de defensa estatal, además de un centro de investigación y desarrollo especializado en misiles localizado en Kolomna, Región de Moscú, Rusia.

## Historia
Fundado el 11 de abril de 1942 por orden del comité de defensa del Estado n° 1576 para diseños de  morteros  . Su primer jefe fue Boris Shavyirin.  Su anterior nombre - SKB-101, SKB-GA -(del ruso: Специальное конструкторское бюро гладкоствольной артиллерии СКБ ГА ‘KB de artillería de ánima lisa’). Sus constructores más notables fueron Sergey Nepobedimiy y Andranik Ter-Stepaniyan.
Actualmente su Jefe y Diseñador más notorio es V. M. Kashin.

## Productos
Produce más del 80% (aproximadamente.) de todos los morteros de Rusia. También diseña:
- - Igla / Игла
  - Strela 2 / Стрела-2
  - 9K34 Strela-3 / Стрела-3
  - Dzhigit / Джигит
  - Strelets / Стрелец
- Sistemas de Misil antitanque
  - Shmel / Шмель
  - Malyutka / Малютка
  - Sturm / Штурм
  - 9M120 Ataka-V / Атака
  - 9M123 Khrizantema / Хризантема
- Misil balístico táctico
  - R-400 Oka / Ока
  - OTR-21 Tochka / ОТРК Точка, Точка-У
  - Iskander, Iskander-M, Iskander-E / ОТРК Искандер, Искандер-М, Искандер-Э
- Sistema de protección activa : 
  - KAZ Arena, Arena-E Арена-Э